# Lista över fornlämningar i Varbergs kommun (Torpa)
Lista över fornlämningar i Varbergs kommun (Torpa) är en förteckning av ett urval av de fornlämningar som finns i Torpa i Varbergs kommun.
| Namn                          | Lämningstyp                 | Tillkomsttid | Historisk indelning | Plats | Läge                 | ID-nr          | Bild                                 |
| ----------------------------- | --------------------------- | ------------ | ------------------- | ----- | -------------------- | -------------- | ------------------------------------ |
| Torpa 1:1                     | Röse                        |              | Torpa, Halland      |       | 57.182283, 12.260150 | 10150500010001 | Ladda upp en bild av detta fornminne |
| Torpa 3:1                     | Stensättning                |              | Torpa, Halland      |       | 57.179088, 12.257736 | 10150500030001 | Ladda upp en bild av detta fornminne |
| Per på Horsakulla (Torpa 4:1) | Grav markerad av sten/block |              | Torpa, Halland      |       | 57.183326, 12.252799 | 10150500040001 | Ladda upp en bild av detta fornminne |
| Per på Horsakulla (Torpa 4:2) | Stensättning                |              | Torpa, Halland      |       | 57.182932, 12.252713 | 10150500040002 | Ladda upp en bild av detta fornminne |
| Torpa 5:1                     | Röse                        |              | Torpa, Halland      |       | 57.181767, 12.256320 | 10150500050001 | Ladda upp en bild av detta fornminne |
| Torpa 5:2                     | Hög                         |              | Torpa, Halland      |       | 57.181786, 12.256567 | 10150500050002 | Ladda upp en bild av detta fornminne |
| Torpa 5:3                     | Hög                         |              | Torpa, Halland      |       | 57.181921, 12.256873 | 10150500050003 | Ladda upp en bild av detta fornminne |
| Småkullen (Torpa 7:1)         | Röse                        |              | Torpa, Halland      |       | 57.182704, 12.283317 | 10150500070001 | Ladda upp en bild av detta fornminne |
| Torpa 9:1                     | Röse                        |              | Torpa, Halland      |       | 57.183625, 12.285045 | 10150500090001 | Ladda upp en bild av detta fornminne |
| Torpa 12:1                    | Hög                         |              | Torpa, Halland      |       | 57.184861, 12.289706 | 10150500120001 | Ladda upp en bild av detta fornminne |
| Torpa 12:2                    | Hög                         |              | Torpa, Halland      |       | 57.185115, 12.289139 | 10150500120002 | Ladda upp en bild av detta fornminne |
| Torpa 13:1                    | Stensättning                |              | Torpa, Halland      |       | 57.185757, 12.291232 | 10150500130001 | Ladda upp en bild av detta fornminne |
| Torpa 13:2                    | Stensättning                |              | Torpa, Halland      |       | 57.185760, 12.291645 | 10150500130002 | Ladda upp en bild av detta fornminne |
| Torpa 15:1                    | Stensättning                |              | Torpa, Halland      |       | 57.191203, 12.288471 | 10150500150001 | Ladda upp en bild av detta fornminne |
| Torpa 15:2                    | Stensättning                |              | Torpa, Halland      |       | 57.191341, 12.288600 | 10150500150002 | Ladda upp en bild av detta fornminne |
| Torpa 16:1                    | Stensättning                |              | Torpa, Halland      |       | 57.195061, 12.290695 | 10150500160001 | Ladda upp en bild av detta fornminne |
| Torpa 17:1                    | Hög                         |              | Torpa, Halland      |       | 57.195614, 12.287829 | 10150500170001 | Ladda upp en bild av detta fornminne |
| Pykstenen (Torpa 18:1)        | Grav markerad av sten/block |              | Torpa, Halland      |       | 57.191104, 12.293182 | 10150500180001 | Ladda upp en bild av detta fornminne |
| Torpa 19:1                    | Hög                         |              | Torpa, Halland      |       | 57.192658, 12.286409 | 10150500190001 | Ladda upp en bild av detta fornminne |
| Bya rös (Torpa 22:1)          | Röse                        |              | Torpa, Halland      |       | 57.183794, 12.258424 | 10150500220001 | Ladda upp en bild av detta fornminne |
| Bya rös (Torpa 22:2)          | Röse                        |              | Torpa, Halland      |       | 57.183783, 12.257997 | 10150500220002 | Ladda upp en bild av detta fornminne |
| Bya rös (Torpa 22:3)          | Stensättning                |              | Torpa, Halland      |       | 57.183787, 12.257408 | 10150500220003 | Ladda upp en bild av detta fornminne |
| Torpa 23:1                    | Röse                        |              | Torpa, Halland      |       | 57.196231, 12.263215 | 10150500230001 | Ladda upp en bild av detta fornminne |
| Torpa 25:1                    | Röse                        |              | Torpa, Halland      |       | 57.171824, 12.234083 | 10150500250001 | Ladda upp en bild av detta fornminne |
| Torpa 26:1                    | Stensättning                |              | Torpa, Halland      |       | 57.179513, 12.218534 | 10150500260001 | Ladda upp en bild av detta fornminne |
| Torpa 28:1                    | Röse                        |              | Torpa, Halland      |       | 57.178822, 12.205161 | 10150500280001 | Ladda upp en bild av detta fornminne |
| Torpa 31:1                    | Röse                        |              | Torpa, Halland      |       | 57.172845, 12.207812 | 10150500310001 | Ladda upp en bild av detta fornminne |
| Torpa 32:1                    | Stensättning                |              | Torpa, Halland      |       | 57.174924, 12.208995 | 10150500320001 | Ladda upp en bild av detta fornminne |
| Torpa 33:1                    | Röse                        |              | Torpa, Halland      |       | 57.176446, 12.210053 | 10150500330001 | Ladda upp en bild av detta fornminne |
| Torpa 34:1                    | Stensättning                |              | Torpa, Halland      |       | 57.185029, 12.219964 | 10150500340001 | Ladda upp en bild av detta fornminne |
| Torpa 35:1                    | Röse                        |              | Torpa, Halland      |       | 57.189304, 12.227638 | 10150500350001 | Ladda upp en bild av detta fornminne |
| Torpa 36:1                    | Stensättning                |              | Torpa, Halland      |       | 57.190343, 12.228073 | 10150500360001 | Ladda upp en bild av detta fornminne |
| Torpa 37:1                    | Stenkammargrav              |              | Torpa, Halland      |       | 57.192281, 12.233628 | 10150500370001 | Ladda upp en bild av detta fornminne |
| Torpa 38:1                    | Röse                        |              | Torpa, Halland      |       | 57.197875, 12.242697 | 10150500380001 | Ladda upp en bild av detta fornminne |
| Torpa 39:1                    | Röse                        |              | Torpa, Halland      |       | 57.198342, 12.244394 | 10150500390001 | Ladda upp en bild av detta fornminne |
| Torpa 40:1                    | Röse                        |              | Torpa, Halland      |       | 57.198611, 12.247363 | 10150500400001 | Ladda upp en bild av detta fornminne |
| Torpa 42:1                    | Gravfält                    |              | Torpa, Halland      |       | 57.195817, 12.211738 | 10150500420001 | Ladda upp en bild av detta fornminne |
| Torpa 43:1                    | Grav markerad av sten/block |              | Torpa, Halland      |       | 57.195442, 12.212736 | 10150500430001 | Ladda upp en bild av detta fornminne |
| Torpa 44:1                    | Stenkrets                   |              | Torpa, Halland      |       | 57.191182, 12.221124 | 10150500440001 | Ladda upp en bild av detta fornminne |
| Torpa 45:1                    | Stensättning                |              | Torpa, Halland      |       | 57.188363, 12.253400 | 10150500450001 | Ladda upp en bild av detta fornminne |
| Torpa 47:1                    | Hällristning                |              | Torpa, Halland      |       | 57.183379, 12.257064 | 10150500470001 | Ladda upp en bild av detta fornminne |
| Torpa 60:1                    | Hög                         |              | Torpa, Halland      |       | 57.195312, 12.288946 | 10150500600001 | Ladda upp en bild av detta fornminne |
| Torpa 61:2                    | Hög                         |              | Torpa, Halland      |       | 57.181324, 12.274940 | 10150500610002 | Ladda upp en bild av detta fornminne |
| Torpa 62:1                    | Stensättning                |              | Torpa, Halland      |       | 57.184229, 12.253658 | 10150500620001 | Ladda upp en bild av detta fornminne |
| Torpa 64:1                    | Stensättning                |              | Torpa, Halland      |       | 57.194435, 12.247119 | 10150500640001 | Ladda upp en bild av detta fornminne |
| Torpa 67:1                    | Fiskeläge                   |              | Torpa, Halland      |       | 57.165267, 12.209760 | 10150500670001 | Ladda upp en bild av detta fornminne |
| Torpa 86                      | Stensättning                |              | Torpa, Halland      |       | 57.196661, 12.245130 | 12000000084384 | Ladda upp en bild av detta fornminne |
| Torpa 87                      | Stensättning                |              | Torpa, Halland      |       | 57.197198, 12.245165 | 12000000084385 | Ladda upp en bild av detta fornminne |